# Mélina Robert-Michon
Mélina Robert-Michon (ur. 18 lipca 1979 w Voiron) – francuska lekkoatletka, specjalizująca się w rzucie dyskiem.
W 1998 roku została wicemistrzynią świata juniorek, a następnie zadebiutowała na mistrzostwach Europy jednak udział w tej imprezie zakończyła na eliminacjach. Po zajęciu ósmej pozycji na uniwersjadzie w 1999 roku w kolejnym sezonie nie wywalczyła awansu do finału igrzysk olimpijskich. Latem 2001 w Amsterdamie została młodzieżową mistrzynią Europy, a w Pekinie zdobyła brąz uniwersjady. Podczas mistrzostw Starego Kontynentu w 2002 roku była dwunasta, a na mistrzostwach globu w 2003 zajęła jedenastą lokatę. W swoim drugim występie na igrzyskach olimpijskich (2004) ponownie nie wywalczyła awansu do finału – także na tym etapie zakończyła swój udział w 2006 roku w europejskim czempionacie. Była jedenasta na mistrzostwach świata w 2007, ósma na igrzyskach olimpijskich w 2008 i na mistrzostwach świata w 2009. Zwyciężyła w igrzyskach śródziemnomorskich w Pescarze (2009). Dyskobolka nie startowała w sezonie 2010 – 24 sierpnia tegoż roku urodziła córkę, a jesienią zapowiedziała powrót do sportu w kolejnym sezonie. Pięć razy w karierze poprawiała rekord kraju w rzucie dyskiem. Reprezentantka Francji w meczach międzypaństwowych, pucharze Europy w rzutach, pucharze Europy oraz drużynowym czempionacie Starego Kontynentu.
Wielokrotna złota medalistka mistrzostw Francji
Rekord życiowy: 66,73 (16 sierpnia 2016, Rio de Janeiro) – rezultat ten jest aktualnym rekordem Francji.

## Osiągnięcia
| Rok  | Impreza                                 | Miejsce               | Pozycja           | Wynik |
| ---- | --------------------------------------- | --------------------- | ----------------- | ----- |
| 1998 | Mistrzostwa świata juniorów             | Annecy                | 2. miejsce        | 55,01 |
| 1998 | Mistrzostwa Europy                      | Budapeszt             | el. – 15. miejsce | 47,88 |
| 1999 | Uniwersjada                             | Palma de Mallorca     | 8. miejsce        | 56,81 |
| 1999 | Młodzieżowe mistrzostwa Europy          | Göteborg              | el. – 22. miejsce | 55,04 |
| 2000 | Superliga pucharu Europy                | Gateshead             | 5. miejsce        | 57,74 |
| 2000 | Igrzyska olimpijskie                    | Sydney                | el. – 29. miejsce | 57,74 |
| 2001 | Zimowy puchar Europy w rzutach          | Nicea                 | 3. miejsce        | 61,67 |
| 2001 | Superliga pucharu Europy                | Brema                 | 6. miejsce        | 58,07 |
| 2001 | Młodzieżowe mistrzostwa Europy          | Amsterdam             | 1. miejsce        | 58,52 |
| 2001 | Igrzyska frankofońskie                  | Ottawa                | 3. miejsce        | 56,81 |
| 2001 | Mistrzostwa świata                      | Edmonton              | el. – 20. miejsce | 56,22 |
| 2001 | Uniwersjada                             | Pekin                 | 3. miejsce        | 58,04 |
| 2002 | Zimowy puchar Europy w rzutach          | Pula                  | 5. miejsce        | 57,87 |
| 2002 | Superliga pucharu Europy                | Annecy                | 8. miejsce        | 53,94 |
| 2002 | Mistrzostwa Europy                      | Monachium             | 12. miejsce       | 54,92 |
| 2003 | Zimowy puchar Europy w rzutach          | Gioia Tauro           | 5. miejsce        | 58,34 |
| 2003 | Superliga pucharu Europy                | Florencja             | 2. miejsce        | 61,67 |
| 2003 | Mistrzostwa świata                      | Paryż                 | 11. miejsce       | 58,52 |
| 2004 | Zimowy puchar Europy w rzutach          | Marsa                 | 3. miejsce        | 58,69 |
| 2004 | Superliga pucharu Europy                | Bydgoszcz             | 4. miejsce        | 60,49 |
| 2004 | Igrzyska olimpijskie                    | Ateny                 | el. – 31. miejsce | 56,70 |
| 2005 | Zimowy puchar Europy w rzutach          | Mersin                | 7. miejsce        | 56,67 |
| 2005 | Igrzyska śródziemnomorskie              | Almería               | 6. miejsce        | 51,80 |
| 2006 | Zimowy puchar Europy w rzutach          | Tel Awiw-Jafa         | 13. miejsce       | 54,27 |
| 2006 | Superliga pucharu Europy                | Malaga                | 7. miejsce        | 55,56 |
| 2006 | Mistrzostwa Europy                      | Göteborg              | el. – 17. miejsce | 53,77 |
| 2007 | Zimowy puchar Europy w rzutach          | Jałta                 | 2. miejsce        | 63,48 |
| 2007 | Superliga puchar Europy                 | Monachium             | 5. miejsce        | 57,94 |
| 2007 | Mistrzostwa świata                      | Osaka                 | 11. miejsce       | 57,81 |
| 2008 | Zimowy puchar Europy w rzutach          | Split                 | 2. miejsce        | 59,93 |
| 2008 | Superliga pucharu Europy                | Annecy                | 4. miejsce        | 58,97 |
| 2008 | Igrzyska olimpijskie                    | Pekin                 | 8. miejsce        | 60,66 |
| 2009 | Zimowy puchar Europy w rzutach          | Teneryfa              | 4. miejsce        | 58,88 |
| 2009 | Superliga drużynowych mistrzostw Europy | Leiria                | 2. miejsce        | 61,41 |
| 2009 | Igrzyska Śródziemnomorskie              | Pescara               | 1. miejsce        | 61,17 |
| 2009 | Mistrzostwa świata                      | Berlin                | 8. miejsce        | 60,92 |
| 2009 | Światowy finał lekkoatletyczny IAAF     | Saloniki              | 3. miejsce        | 61,74 |
| 2011 | Superliga drużynowych mistrzostw Europy | Sztokholm             | 5. miejsce        | 57,36 |
| 2012 | Zimowy puchar Europy w rzutach          | Bar                   | 3. miejsce        | 63,03 |
| 2012 | Igrzyska olimpijskie                    | Londyn                | 5. miejsce        | 63,98 |
| 2013 | Zimowy puchar Europy w rzutach          | Castellón de la Plana | 2. miejsce        | 61,26 |
| 2013 | Superliga drużynowych mistrzostw Europy | Gateshead             | 1. miejsce        | 63,75 |
| 2013 | Mistrzostwa świata                      | Moskwa                | 2. miejsce        | 66,28 |
| 2014 | Mistrzostwa Europy                      | Zurych                | 2. miejsce        | 65,33 |
| 2014 | Puchar interkontynentalny               | Marrakesz             | 4. miejsce        | 61,89 |
| 2015 | Zimowy puchar Europy w rzutach          | Leiria                | 2. miejsce        | 64,75 |
| 2015 | Superliga drużynowych mistrzostw Europy | Czeboksary            | 1. miejsce        | 62,24 |
| 2015 | Mistrzostwa świata                      | Pekin                 | 10. miejsce       | 60,92 |
| 2016 | Puchar Europy w rzutach                 | Arad                  | 1. miejsce        | 62,05 |
| 2016 | Mistrzostwa Europy                      | Amsterdam             | 5. miejsce        | 62,47 |
| 2016 | Igrzyska olimpijskie                    | Rio de Janeiro        | 2. miejsce        | 66,73 |
| 2017 | Puchar Europy w rzutach                 | Las Palmas            | 1. miejsce        | 62,35 |
| 2017 | Superliga drużynowych mistrzostw Europy | Lille                 | 1. miejsce        | 62,62 |
| 2017 | Mistrzostwa świata                      | Londyn                | 3. miejsce        | 66,21 |
| 2019 | Puchar Europy w rzutach                 | Šamorín               | 4. miejsce        | 56,57 |
| 2019 | Superliga drużynowych mistrzostw Europy | Bydgoszcz             | 2. miejsce        | 60,61 |
| 2019 | Mistrzostwa świata                      | Doha                  | 10. miejsce       | 59,99 |
| 2021 | Igrzyska olimpijskie                    | Tokio                 | el. – 15. miejsce | 60,88 |
| 2022 | Puchar Europy w rzutach                 | Leiria                | 5. miejsce        | 59,69 |
| 2022 | Mistrzostwa świata                      | Eugene                | 10. miejsce       | 60,36 |
| 2022 | Mistrzostwa Europy                      | Monachium             | 8. miejsce        | 60,60 |
| 2023 | Puchar Europy w rzutach                 | Leiria                | 3. miejsce        | 61,70 |
| 2023 | I dywizja drużynowych mistrzostw Europy | Chorzów               | 3. miejsce        | 64,21 |
| 2023 | Mistrzostwa świata                      | Budapeszt             | 9. miejsce        | 63,46 |
| 2024 | Puchar Europy w rzutach                 | Leiria                | 3. miejsce        | 62,46 |
| 2024 | Mistrzostwa Europy                      | Rzym                  | 7. miejsce        | 61,65 |
| 2024 | Igrzyska olimpijskie                    | Paryż                 | 12. miejsce       | 57,03 |
| 2025 | Puchar Europy w rzutach                 | Nikozja               | 6. miejsce        | 58,79 |
| 2025 | I dywizja drużynowych mistrzostw Europy | Madryt                | 4. miejsce        | 60,06 |